# 스카니아 N-시리즈

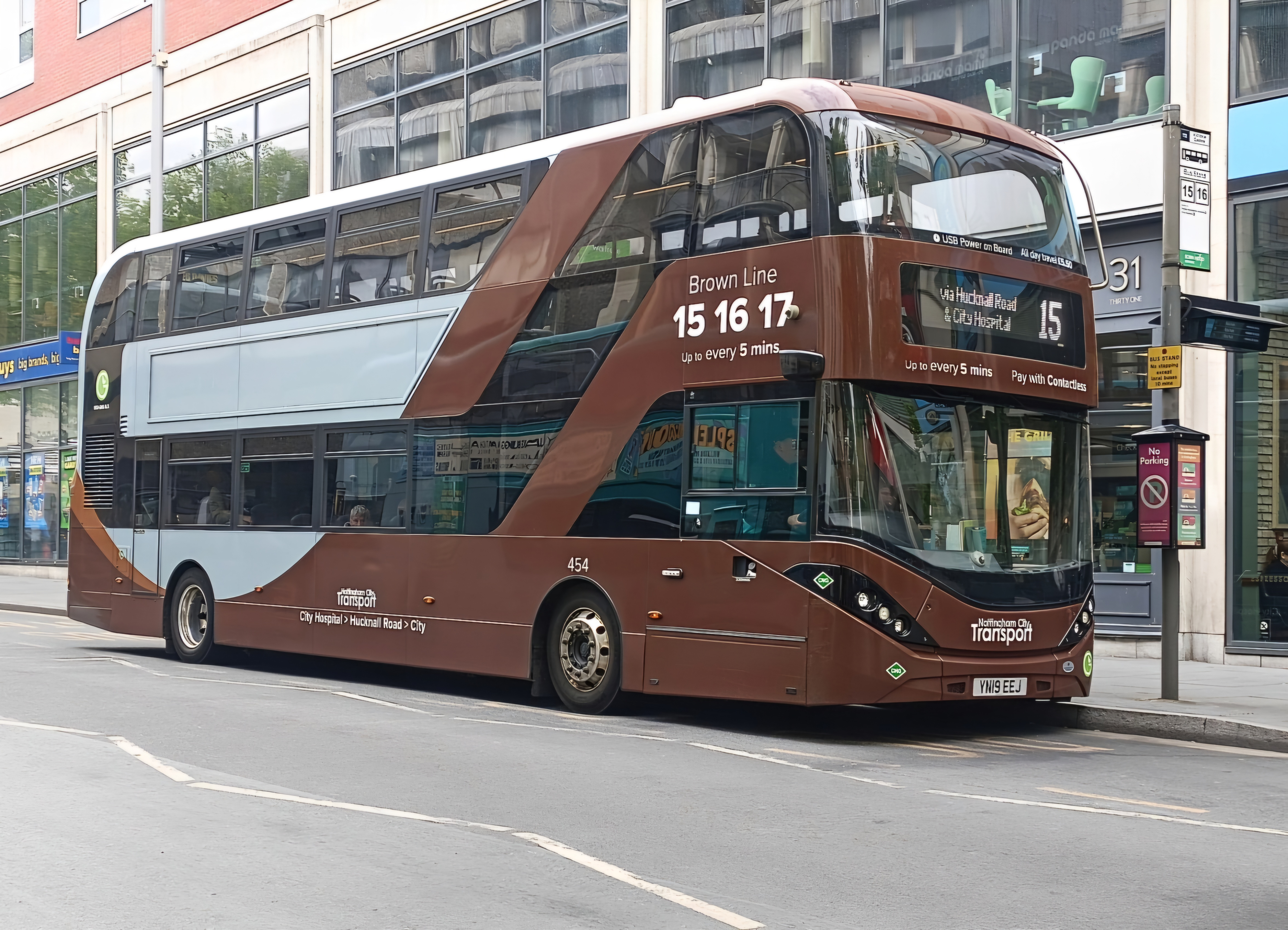

스카니아 N-시리즈는 스카니아에서 만드는 후면에 직선, 횡방향 장착 유로 IV 엔진을 장착한 버스를 가리킨다. 현재 대한민국에선 수입이 되지 않는 차종이다.

## 스카니아 F-시리즈의 변천사
스카니아 F-시리즈는 2세대와 3세대의 통합 후속인 차종으로서 2006년에 처음으로 출시가 되었다. 2009년과 2013년에 각각 한번씩 페이스리프트를 거쳤으며 2016년에 후속인 5세대에 자리를 물려주고 4세대는 단종이 되었다. 스카니아 F-시리즈와는 달리 후부에 엔진이 있으며 시내버스의 용도로 가장 많이 쓰인다는 것의 차이점이 있는 차종이다. 저상버스의 형태와 2층버스의 형태로만 판매가 되며 스카니아 대형트럭 시리즈와는 달리 대한민국에선 수입이 되지 않는 차종이다.

## 경쟁 차종
- 볼보버스
- 메르세데스-벤츠
- MAN SE

## 같이 보기
- 스카니아
- 버스
- 상용차
- 스카니아 버스
- 스카니아 F-시리즈
- 스카니아 K-시리즈
- 스카니아 옴니링크
- 스카니아 옴니시티
- 스카니아 옴니익스프레스
- 시티와이드 LE/시티와이드 LF